# 버터플라이 하우스

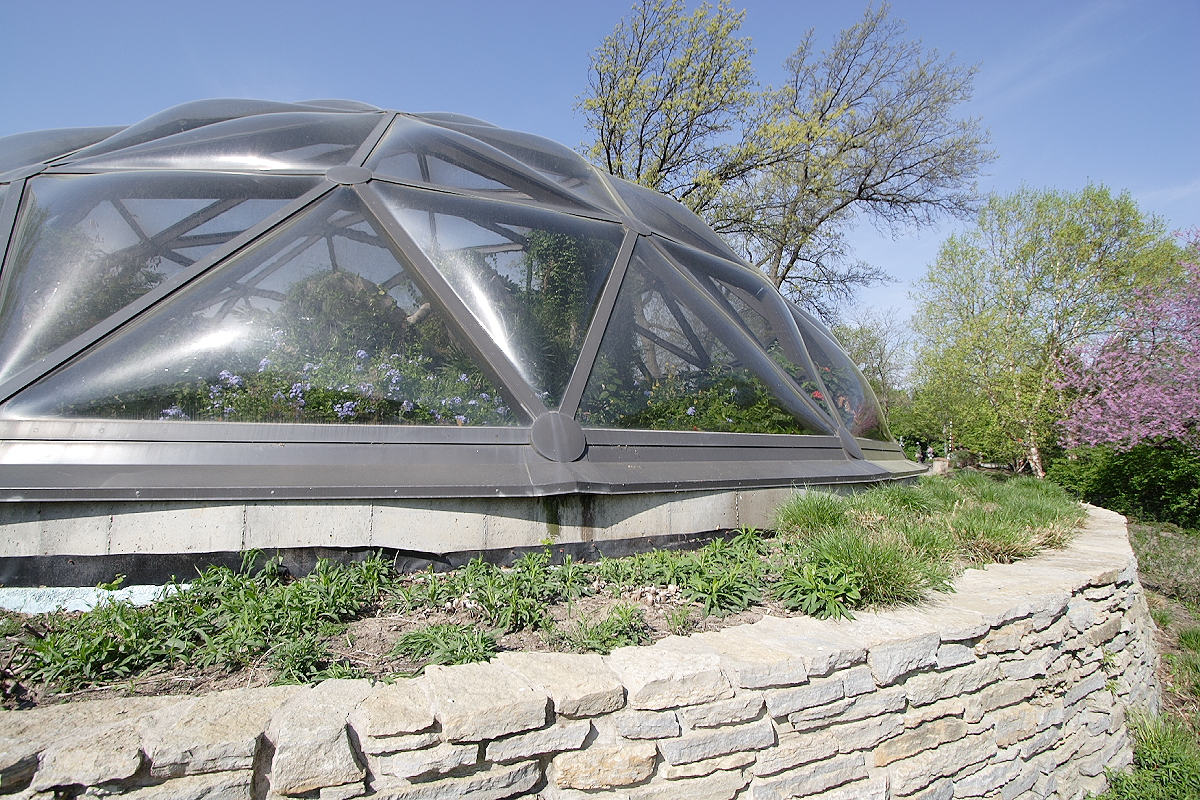

버터플라이 하우스(butterfly house) 또는 나비집은 교육에 중점을 두고 나비를 사육하고 전시하기 위해 특별히 고안된 시설이다. 또한 나비 방출을 통해 지역 주민들을 지원하는 데 사용될 수도 있다. 일부 버터플라이 하우스에는 다른 곤충과 절지동물도 있다. 나비집은 동물원, 박물관, 대학, 비영리 기업 및 개인이 거주지의 일부로 소유하고 운영한다. 소유자가 운영하는 소규모 기업도 마찬가지이다.

## 역사
살아있는 나비 전시는 1970년대 말 영국에서 인기를 얻었으며, 이는 온실과 자연 환경에 대한 영국인의 사랑을 어필했다.
열대 세계 최초의 살아있는 나비 및 곤충 보호구역은 1986년 3월 29일에 설립된 말레이시아 페낭의 페낭 나비 농장(Penang Butterfly Farm)이다.
미국 최초의 버터플라이 하우스인 버터플라이 월드(Butterfly World)는 1988년 플로리다주 코코넛 크리크에 문을 열었다.

## 같이 보기
- 곤충관